# Atemelia
Atemelia é um gênero de mariposa pertencente à família Acrolepiidae.